# Floorball Deutschland Pokal 2019/20
Der Floorball Deutschland Pokal 2019/20 war die 13. Spielzeit des Floorball Deutschland Pokals. Diese Saison nahmen 73 Mannschaften teil.
Der TV Lilienthal ging als Titelverteidiger in den Wettbewerb. Aufgrund der Corona-Pandemie wurde vor der Pokal bzw. das Final4 ohne Sieger abgebrochen.

## Teilnehmer
| Bundesliga                                                                                               | 2. Bundesliga | Regionalliga | Verbandsliga/ nur Pokal |
| Gruppe Nord                                                                                              | | | |
| MFBC Leipzig Red Devils Wernigerode ETV Piranhhas Hamburg DJK Holzbüttgen Berlin Rockets                 | Blau-Weiß 96 Schenefeld USV Halle Saalebiber TV Eiche Horn Bremen Baltic Storms SCS Berlin BSV Roxel Hannover Mustangs PSV 90 Dessau                        | ETV Piranhhas Hamburg II TSC Wellingsbüttel SG Bordesholm/Preetz/Gettorf Baltic Storms II Lilienthaler Wölfe Hannover 96 MTV Mittelnkirchen TV Eiche Horn Bremen II ATS Buntentor Knights Hannover 96 II TV Dinklage SG UHC Berlin/VfL Tegel FBC Potsdam SG Mellensee/Rangsdorf SG SCS Berlin/Eisbären Juniors Berlin TSG Füchse Floorball Tigers Magdeburg | ETV Piranhhas Hamburg III ETV Piranhhas Hamburg IV UC Braunschweig BTG Teutonia Bielefeld UHC Elster Black Lions Landsberg Floorball Grizzlys Salzwedel |
| Gruppe Süd                                                                                               | | | |
| UHC Sparkasse Weißenfels VfL Red Hocks Kaufering Floor Fighters Chemnitz TV Schriesheim SSF Dragons Bonn | SC DHfK Leipzig TSV Tollwut Ebersgöns Dümptener Füchse Donau-Floorball Ingolstadt/Nordheim FC Rennsteig Avalanche Unihockey Igels Dresden Sportvg Feuerbach | SSF Dragons Bonn II ASV Köln SG Hochdahl/Aachen Black Panthers Altenbochum TSG Erlensee 1874 TSV 1899 Griedel Frankfurt Falcons Floorball Mainz MTV 1846 Gießen UHC Döbeln 06 MFBC Schkeuditz/Leipzig FC Stern München SV 03 Tübingen Sharks PTSV United Lakers Konstanz VfL Red Hocks Kaufering II Lumberjacks Rohrdorf TV Augsburg TSV Calw Lions         | UHC Sparkasse Weißenfels II USV Halle Saalebiber II USV Jena Black Pitballs St. Wendel SG Schriesheim/Mannheim FBC Heidelberg                           |

## 1. Runde
In der ersten Runden spielten 48 Teams um den Einzug in die 2. Runde. Die zehn Bundesligisten starten erst in der 2. Runde. Zudem erhielten 14 Mannschaften ein Freilos und die Berlin Rockets sind als Ausrichter des Final4s bereits für jenes qualifiziert.

### Gruppe Nord
| 14. September 2019 13:00 Uhr |  | UHC Elster (IV) | 3:6 (0:2, 2:2, 1:2) Spielbericht | SCS Berlin (II) | Berufsschulhalle, Wittenberg Zuschauer: 26 |

| 14. September 2019 18:00 Uhr |  | TV Eiche Horn Bremen II (III) | 0:15 (0:6, 0:2, 0:7) Spielbericht | Blau-Weiß 96 Schenefeld (II) | Sportzentrum Eiche Horn, Bremen Zuschauer: 40 |

| 14. September 2019 18:00 Uhr |  | ATS Buntentor Knights (III) | 0:15 (0:4, 0:4, 0:7) Spielbericht | USV Halle Saalebiber (II) | Sporthalle Stadtwerder, Bremen Zuschauer: 20 |

| 14. September 2019 18:30 Uhr |  | Hannover Mustangs (II) | 18:2 (6:0, 7:0, 5:2) Spielbericht | FBC Potsdam (III) | Bothfelder Sporthalle, Hannover Zuschauer: 28 |

| 14. September 2019 19:00 Uhr |  | SG UHC Berlin/VfL Tegel (III) | 9:10 (3:3, 2:4, 4:3) Spielbericht | Floorball Tigers Magdeburg (III) | Borsigwalder Grundschule, Berlin Zuschauer: 25 |

| 15. September 2019 10:30 Uhr |  | ETV Piranhhas Hamburg II (III) | 3:10 (1:6, 2:2, 0:2) Spielbericht | TSC Wellingsbüttel (III) | Sporthalle Hoheluft, Hamburg Zuschauer: 22 |

| 15. September 2019 13:00 Uhr |  | SG SCS Berlin/Eisbären Juniors Berlin (III) | 6:3 (1:1, 5:0, 0:2) Spielbericht | TV Dinklage (III) | Brillat-Savarin-Schule, Berlin Zuschauer: 37 |

| 15. September 2019 13:00 Uhr |  | UC Braunschweig (nP) | 6:7 (2:3, 2:3, 2:1) Spielbericht | Black Lions Landsberg (IV) | IGS Weststadt, Braunschweig Zuschauer: 15 |

| 15. September 2019 14:00 Uhr |  | ETV Piranhhas Hamburg III (IV) | 4:10 (3:5, 0:0, 1:5) Spielbericht | Floorball Grizzlys Salzwedel (IV) | Sporthalle Hoheluft, Hamburg Zuschauer: 36 |

| 15. September 2019 15:00 Uhr |  | Hannover 96 II (III) | 2:24 (0:4, 1:7, 1:13) Spielbericht | BSV Roxel (II) | Bothfelder Sporthalle, Hannover Zuschauer: 18 |

| 15. September 2019 16:00 Uhr |  | Lilienthaler Wölfe (III) | 19:5 (7:4, 3:1, 9:0) Spielbericht | MTV Mittelnkirchen (III) | Sportzentrum Schoofmoor, Lilienthal Zuschauer: 50 |

| 15. September 2019 17:15 Uhr |  | ETV Piranhhas Hamburg IV (nP) | 1:13 (0:4, 0:3, 1:6) Spielbericht | TV Eiche Horn Bremen (II) | Sporthalle Hoheluft, Hamburg Zuschauer: 54 |

### Gruppe Süd
| 14. September 2019 12:00 Uhr |  | SV 03 Tübingen Sharks (III) | 4:1 (1:0, 2:1, 1:0) Spielbericht | Sportvg Feuerbach (II) | Universitätssporthalle, Tübingen Zuschauer: 10 |

| 14. September 2019 15:00 Uhr |  | SSF Dragons Bonn II (III) | 3:4 (0:2, 1:0, 2:2) Spielbericht | SG Hochdahl/Aachen (III) | Sportpark Nord, Bonn Zuschauer: 23 |

| 14. September 2019 15:00 Uhr |  | MTV 1846 Gießen (III) | 5:8 (3:2, 1:5, 1:1) Spielbericht | TSV Calw Lions (III) | Sporthalle Am Ried, Gießen Zuschauer: 11 |

| 14. September 2019 16:00 Uhr |  | UHC Döbeln 06 (III) | 5:9 (1:3, 3:4, 1:2) Spielbericht | Donau-Floorball Ingolstadt/Nordheim (II) | Stadtsporthalle, Döbeln Zuschauer: 103 |

| 14. September 2019 16:00 Uhr |  | TSV 1899 Griedel (III) | 5:9 (3:4, 1:3, 1:2) Spielbericht | FC Rennsteig Avalanche (II) | August-Storch-Halle, Butzbach Zuschauer: 168 |

| 14. September 2019 17:30 Uhr |  | ASV Köln (III) | 6:4 (2:1, 1:1, 3:2) Spielbericht | PTSV Konstanz (III) | ASV-Halle, Köln Zuschauer: 70 |

| 15. September 2019 12:00 Uhr |  | TV Augsburg (III) | 3:16 (1:7, 1:6, 1:3) Spielbericht | Dümptener Füchse (II) | Hans-Adlhoch-Schule Dreifachhalle, Augsburg Zuschauer: 20 |

| 15. September 2019 13:00 Uhr |  | VfL Red Hocks Kaufering II (III) | 2:19 (0:5, 0:6, 2:8) Spielbericht | Unihockey Igels Dresden (II) | Sportzentrum Kaufering, Kaufering Zuschauer: 62 |

| 15. September 2019 13:00 Uhr |  | Black Pitballs St. Wendel (nP) | 2:5 (0:0, 2:3, 0:2) Spielbericht | USV Jena (IV) | Sporthalle Schlossgymnasium, Mainz Zuschauer: 22 |

| 15. September 2019 13:00 Uhr |  | MFBC Schkeuditz/Leipzig (III) | 3:12 (0:5, 2:3, 1:4) Spielbericht | SC DHfK Leipzig (II) | Dreifeld Schulsporthalle, Schkeuditz Zuschauer: 56 |

| 15. September 2019 16:00 Uhr |  | Floorball Mainz (III) | 5:7 (1:3, 2:3, 2:1) Spielbericht | Lumberjacks Rohrdorf (III) | Sporthalle Schlossgymnasium, Mainz Zuschauer: 22 |

| 15. September 2019 16:00 Uhr |  | SG Schriesheim/Mannheim (nP) | 10:1 (1:0, 7:0, 2:1) Spielbericht | FBC Heidelberg (nP) | Mehrzweckhalle Schriesheim, Schriesheim Zuschauer: 32 |

## 2. Runde

### Gruppe Nord
| 5. Oktober 2019 14:00 Uhr |  | SG Mellensee/Rangsdorf (III) | 7:1 (3:0, 2:0, 2:1) Spielbericht | BTG Teutonia Bielefeld (IV) | Mehrzweckhalle Mellensee, Am Mellensee Zuschauer: 29 |

| 5. Oktober 2019 17:00 Uhr |  | Lilienthaler Wölfe (III) | 3:24 (1:8, 1:6, 1:10) Spielbericht | MFBC Leipzig (I) | Sportzentrum Schoofmoor, Lilienthal Zuschauer: 100 |

| 5. Oktober 2019 18:30 Uhr |  | Floorball Tigers Magdeburg (III) | 3:15 (1:6, 1:5, 1:4) Spielbericht | USV Halle Saalebiber (II) | von-Siemens-Gymnasium, Magdeburg Zuschauer: 37 |

| 5. Oktober 2019 19:00 Uhr |  | Hannover 96 (III) | 2:11 (0:5, 0:3, 2:3) Spielbericht | ETV Piranhhas Hamburg (I) | Leibnizschule, Hannover Zuschauer: 40 |

| 6. Oktober 2019 13:00 Uhr |  | Black Lions Landsberg (IV) | 1:26 (0:12, 1:5, 0:9) Spielbericht | DJK Holzbüttgen (I) | Dreifeld Schulsporthalle, Schkeuditz Zuschauer: 30 |

| 6. Oktober 2019 13:00 Uhr |  | Floorball Grizzlys Salzwedel (III) | 6:21 (1:4, 2:6, 3:11) Spielbericht | Baltic Storms (II) | Ganztagsschule Lessing, Salzwedel Zuschauer: 50 |

| 6. Oktober 2019 15:00 Uhr |  | TSC Wellingsbüttel (III) | 7:28 (3:5, 2:11, 2:12) Spielbericht | Blau-Weiß 96 Schenefeld (II) | Halle am Pfeilshof, Hamburg Zuschauer: 58 |

| 6. Oktober 2019 15:00 Uhr |  | Baltic Storms II (III) | 2:24 (1:9, 1:6, 0:9) Spielbericht | Hannover Mustangs (II) | Tallinhalle, Kiel Zuschauer: 42 |

| 6. Oktober 2019 16:00 Uhr |  | PSV 90 Dessau (II) | 7:9 (4:3, 1:1, 2:5) Spielbericht | Red Devils Wernigerode (I) | Sporthalle Kochstedt, Dessau Zuschauer: 107 |

| 12. Oktober 2019 14:00 Uhr |  | SG SCS Berlin/Eisbären Juniors Berlin (III) | 3:14 (1:6, 2:4, 0:4) Spielbericht | SCS Berlin (II) | Sport Centrum Siemensstadt, Berlin |

| 12. Oktober 2019 14:00 Uhr |  | SG Bordesholm/Preetz/Gettorf (III) | 2:7 (1:3, 0:2, 1:2) Spielbericht | TV Eiche Horn Bremen (II) | Schulzentrum Gettorf, Gettorf Zuschauer: 30 |

| 13. Oktober 2019 15:00 Uhr |  | TSG Füchse (III) | 12:4 (3:0, 4:2, 5:2) Spielbericht | BSV Roxel (II) | Harzgerode Zuschauer: 80 |

### Gruppe Süd
| 5. Oktober 2019 14:00 Uhr |  | Black Panthers Altenbochum (III) | 0:51 (0:18, 0:15, 0:18) Spielbericht | UHC Sparkasse Weißenfels (I) | Sporthalle Graf-Engelbert-Schule, Bochum Zuschauer: 51 |

| 5. Oktober 2019 16:30 Uhr |  | SSF Dragons Bonn (I) | 17:5 (8:0, 3:3, 6:2) Spielbericht | FC Rennsteig Avalanche (II) | Sportpark Nord, Bonn Zuschauer: 120 |

| 5. Oktober 2019 17:00 Uhr |  | Lumberjacks Rohrdorf (III) | 10:6 (4:2, 2:2, 4:2) Spielbericht | TSG Erlensee 1874 (III) | Sporthalle Turner Hölzl, Rohrdorf (am Inn) Zuschauer: 16 |

| 6. Oktober 2019 14:00 Uhr |  | TSV Calw Lions (III) | 1:9 (0:2, 1:3, 0:4) Spielbericht | Donau-Floorball Ingolstadt/Nordheim (II) | Walter-Lindner-Sporthalle, Calw Zuschauer: 59 |

| 6. Oktober 2019 16:00 Uhr |  | USV Jena (IV) | 0:14 (0:6, 0:5, 0:3) Spielbericht | TV Schriesheim (I) | Sportforum Jena, Jena Zuschauer: 20 |

| 12. Oktober 2019 14:00 Uhr |  | Frankfurt Falcons (III) | 9:13 (4:4, 2:5, 3:4) Spielbericht | UHC Sparkasse Weißenfels II (IV) | Sportpark Preungesheim, Frankfurt Zuschauer: 50 |

| 12. Oktober 2019 15:30 Uhr |  | Dümptener Füchse (II) | 18:3 (5:1, 7:2, 6:0) Spielbericht | SG Hochdahl/Aachen (III) | Sporthalle Holzstraße, Mülheim an der Ruhr Zuschauer: 98 |

| 12. Oktober 2019 18:00 Uhr |  | SC DHfK Leipzig (II) | 9:7 (0:4, 6:2, 3:1) Spielbericht | TSV Tollwut Ebersgöns (II) | Sporthalle am Rabet, Leipzig Zuschauer: 110 |

| 12. Oktober 2019 18:30 Uhr |  | USV Halle Saalebiber II (IV) | 0:19 (0:6, 0:9, 0:4) Spielbericht | Floor Fighters Chemnitz (I) | Universitätssporthalle, Halle (Saale) Zuschauer: 90 |

| 13. Oktober 2019 16:00 Uhr |  | ASV Köln (III) | 3:5 (1:2,1:0,1:3) Spielbericht | FC Stern München (III) | ASV-Halle, Köln Zuschauer: 40 |

| 13. Oktober 2019 16:00 Uhr |  | SG Schriesheim/Mannheim (nP) | 0:3 (0:2, 0:1, 0:0) Spielbericht | Unihockey Igels Dresden (II) | Mehrzweckhalle Schriesheim, Schriesheim Zuschauer: 39 |

| 13. Oktober 2019 16:00 Uhr |  | SV 03 Tübingen Sharks (III) | 3:5 (3:2, 0:1, 0:2) Spielbericht | VfL Red Hocks Kaufering (I) | Universitätssporthalle, Tübingen Zuschauer: 70 |

## 3. Runde

### Gruppe Nord
| 16. November 2019 14:00 Uhr |  | SG Mellensee/Rangsdorf (III) | 1:32 (0:11, 0:12, 1:9) Spielbericht | MFBC Leipzig (I) | Mehrzweckhalle Mellensee, Am Mellensee Zuschauer: 52 |

| 16. November 2019 17:30 Uhr |  | Baltic Storms (II) | 13:5 (5:1, 3:3, 5:1) Spielbericht | SCS Berlin (II) | Tallinhalle, Kiel Zuschauer: 107 |

| 16. November 2019 18:00 Uhr |  | TSG Füchse (III) | 3:7 (2:2, 1:3, 0:2) Spielbericht | DJK Holzbüttgen (I) | Bodelandhalle, Quedlinburg Zuschauer: 223 |

| 16. November 2019 19:00 Uhr |  | Blau-Weiß 96 Schenefeld (II) | 10:9 n. V. (4:0, 2:5, 3:4, 1:0) Spielbericht | Red Devils Wernigerode (I) | Schulzentrum Achter de Weiden, Schenefeld Zuschauer: 203 |

| 16. November 2019 19:00 Uhr |  | TV Eiche Horn Bremen (II) | 10:6 (6:1, 2:3, 2:2) Spielbericht | USV Halle Saalebiber (II) | Sportzentrum Eiche Horn, Bremen Zuschauer: 86 |

| 17. November 2019 15:00 Uhr |  | Hannover Mustangs (II) | 2:15 (0:1, 2:6, 0:8) Spielbericht | ETV Piranhhas Hamburg (I) | GS An der Feldbuschwende, Hannover Zuschauer: 32 |

### Gruppe Süd
| 16. November 2019 18:00 Uhr |  | SC DHfK Leipzig (II) | 8:1 (3:0, 2:1, 3:0) Spielbericht | UHC Sparkasse Weißenfels II (IV) | Sporthalle am Rabet, Leipzig Zuschauer: 77 |

| 16. November 2019 18:00 Uhr |  | Unihockey Igels Dresden (II) | 4:8 (1:3, 1:3, 2:2) Spielbericht | UHC Sparkasse Weißenfels (I) | 121. Oberschule, Dresden Zuschauer: 73 |

| 17. November 2019 15:30 Uhr |  | FC Stern München (III) | 6:7 (3:0, 1:5, 2:2) Spielbericht | Lumberjacks Rohrdorf (III) | Halle der Berufsschule, München Zuschauer: 97 |

| 16. November 2019 18:00 Uhr |  | VfL Red Hocks Kaufering (I) | 6:5 n. V. (0:0, 3:1, 2:4, 1:0) Spielbericht | SSF Dragons Bonn (I) | Sportzentrum Kaufering, Kaufering Zuschauer: 251 |

| 16. November 2019 19:00 Uhr |  | Donau-Floorball Ingolstadt/Nordheim (II) | 4:12 (0:6, 2:5, 2:1) Spielbericht | Floor Fighters Chemnitz (I) | Neudegger Halle, Donauwörth Zuschauer: 90 |

| 17. November 2019 14:15 Uhr |  | Dümptener Füchse (II) | 4:6 (1:1, 3:3, 0:2) Spielbericht | TV Schriesheim (I) | Sporthalle Holzstraße, Mülheim an der Ruhr Zuschauer: 124 |

## Achtelfinale
| 21. Dezember 2019 16:00 Uhr |  | TV Schriesheim (I) | 8:9 n. V. (3:3, 4:3, 1:2, 0:1) Spielbericht | Floor Fighters Chemnitz (I) | Mehrzweckhalle Schriesheim, Schriesheim Zuschauer: 186 |

| 21. Dezember 2019 18:00 Uhr |  | VfL Red Hocks Kaufering (I) | 7:3 (0:0, 1:1, 6:2) Spielbericht | Blau-Weiß 96 Schenefeld (II) | Sportzentrum Kaufering, Kaufering Zuschauer: 371 |

| 21. Dezember 2019 18:00 Uhr |  | TV Eiche Horn Bremen (II) | 1:9 (0:3, 1:4, 0:2) Spielbericht | ETV Piranhhas Hamburg (I) | Sportzentrum Eiche Horn, Bremen Zuschauer: 207 |

| 21. Dezember 2019 18:00 Uhr |  | DJK Holzbüttgen (I) | 10:3 (4:1, 3:2, 3:0) Spielbericht | SC DHfK Leipzig (II) | Stadtparkhalle Kaarst, Kaarst Zuschauer: 176 |

| 22. Dezember 2019 13:00 Uhr |  | MFBC Leipzig (I) | 5:4 n. V. (1:3, 1:1, 2:0, 1:0) Spielbericht | UHC Sparkasse Weißenfels (I) | Brüderstraße, Leipzig |

| 22. Dezember 2019 16:00 Uhr |  | Lumberjacks Rohrdorf (III) | 5:4 n. V. (1:3, 1:1, 2:0, 1:0) Spielbericht | Baltic Storms (II) | Sporthalle Turner Hölzl, Rohrdorf (am Inn) Zuschauer: 85 |

## Viertelfinale
| 18. Januar 2020 17:00 Uhr |  | MFBC Leipzig (I) | 12:6 (5:0, 5:5, 2:1) Spielbericht | ETV Piranhhas Hamburg (I) | Brüderstraße, Leipzig Zuschauer: 133 |

| 18. Januar 2020 18:00 Uhr |  | DJK Holzbüttgen (I) | 10:5 (2:3, 3:0, 5:2) Spielbericht | VfL Red Hocks Kaufering (I) | Stadtparkhalle Kaarst, Kaarst Zuschauer: 162 |

| 19. Januar 2020 16:00 Uhr |  | Lumberjacks Rohrdorf (III) | 3:15 (2:5, 1:3, 0:7) Spielbericht | Floor Fighters Chemnitz (I) | Sporthalle Turner Hölzl, Rohrdorf (am Inn) Zuschauer: 108 |

## Final 4
Das Final4 sollte in der Max-Schmeling-Halle, Berlin ausgetragen werden. Die Berlin Rockets waren bereits als Ausrichter des Final4s für jenes qualifiziert.

### Halbfinale
| 21. März 2020 17:15 Uhr |  | Berlin Rockets (I) | nicht stattgefunden | MFBC Leipzig (I) | Max-Schmeling-Halle, Berlin |

| 21. März 2020 20:00 Uhr |  | DJK Holzbüttgen (I) | nicht stattgefunden | Floor Fighters Chemnitz (I) | Max-Schmeling-Halle, Berlin |

### Finale
| 22. März 2020 00:00 Uhr |  |  | nicht stattgefunden |  | Max-Schmeling-Halle, Berlin |